# 緑が丘町中
緑が丘町中（みどりがおかちょうなか）は、兵庫県三木市にある大字。郵便番号は673-0532。大和ハウス緑が丘町ネオポリスの南側に位置する。元々は志染町広野の一部であった。

## 地理

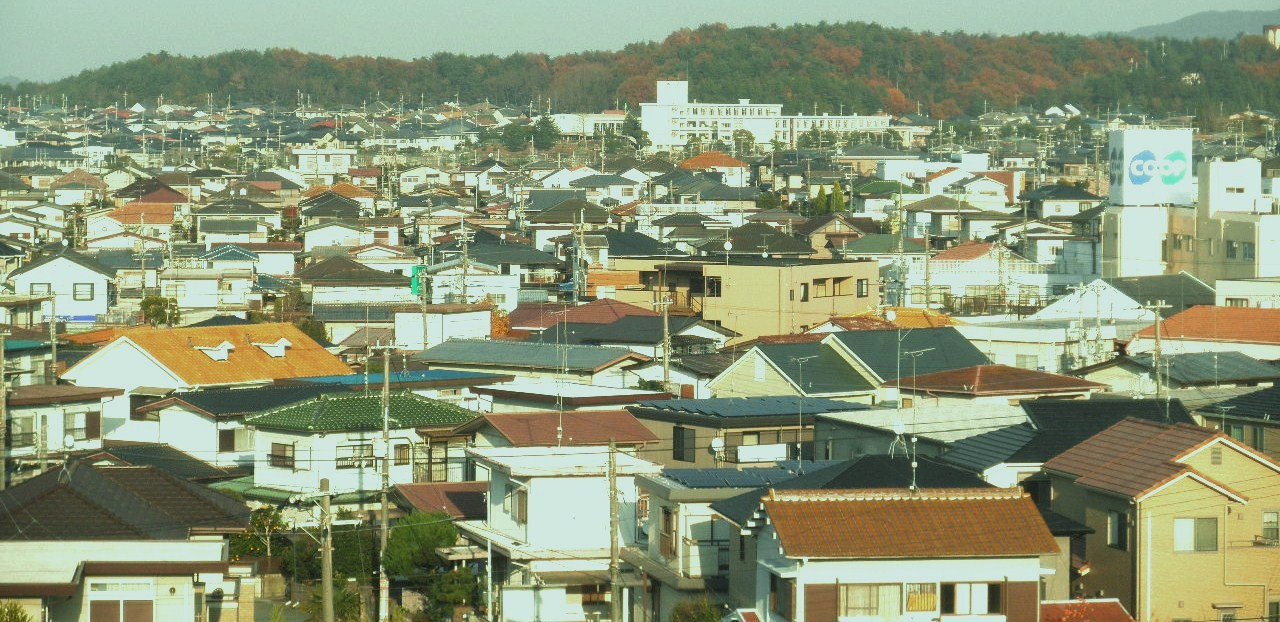
志染町広野から見た緑が丘町中の街並み

- 緑が丘地区の北側、志染川左岸の丘陵地に位置する。1丁目から3丁目まで住居表示されている。大和ハウスによって山林を開発し、現在は新興住宅地である。1丁目はサンロードと呼ばれる商業地と新興住宅地である。[1]東側は緑が丘町東・西側は緑が丘町西・南側は緑が丘町本町・北側は志染町青山と接する。

### 河川
- 淡河川疏水

## 街並み

### 1丁目
- 1971年3月31日までは志染町広野の一部であったが、4月1日から現在の丁目に表示された。神戸電鉄粟生線緑が丘駅前通り（サンロード）であり、三木緑が丘郵便局・緑が丘南公園・緑が丘浄水場が立地しており、新興住宅地と駅前通り（サンロード）は商業地である。[1][2][3]

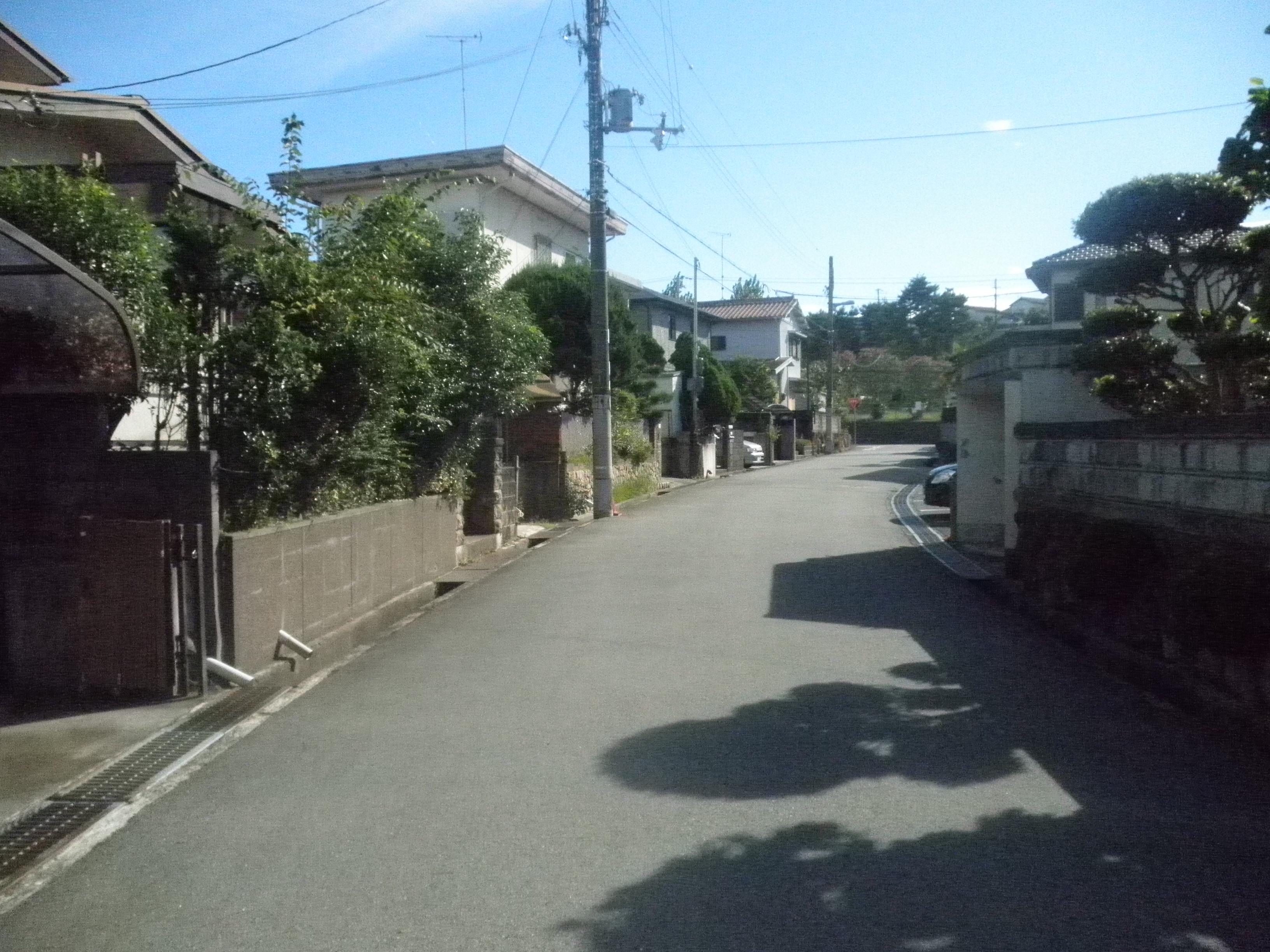
緑が丘町中1丁目

### 2丁目
- 1971年3月31日までは志染町広野の一部であったが、4月1日から現在の丁目に表示された。新興住宅地である。[1]。[2][3]

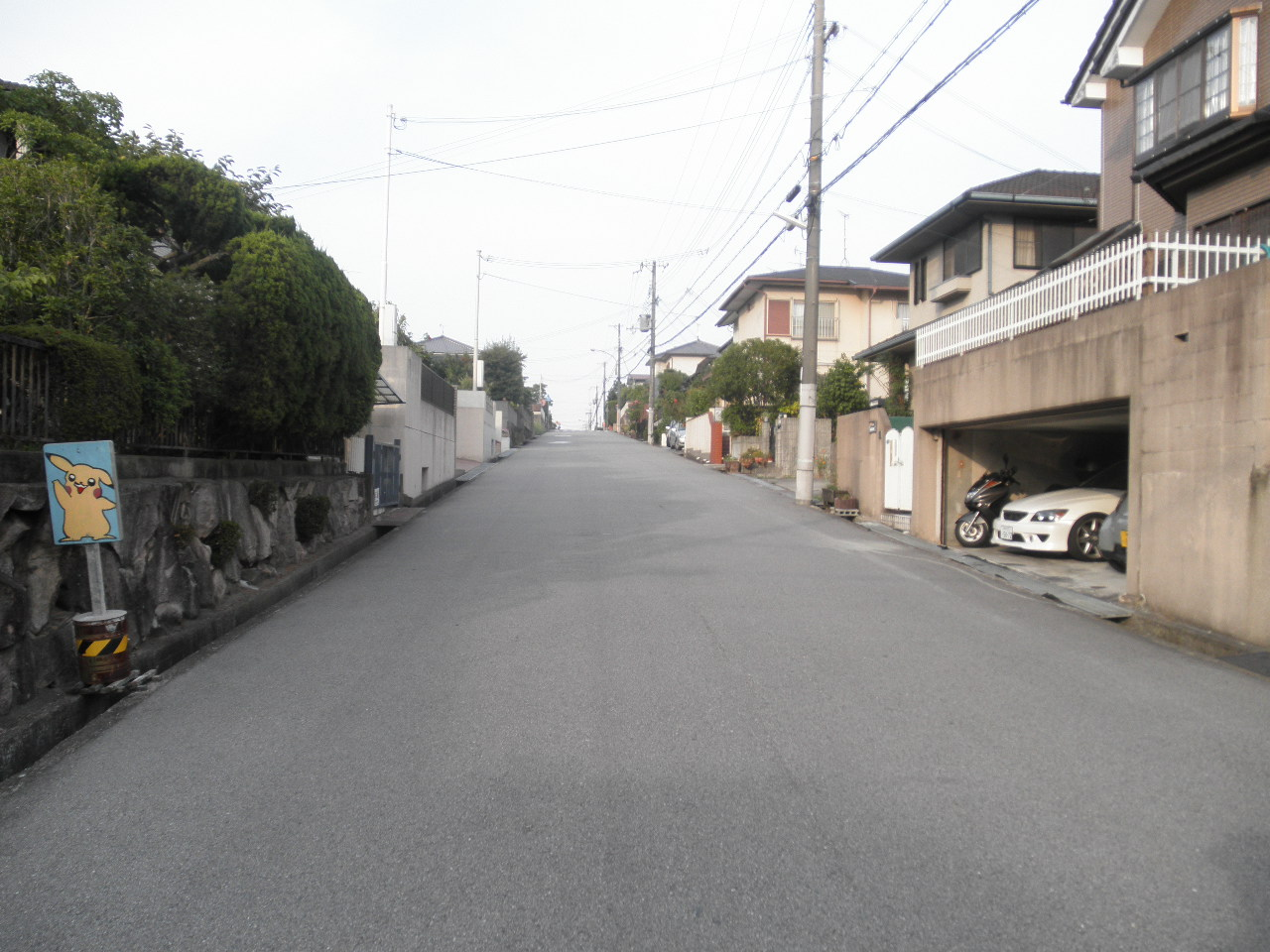
緑が丘町中2丁目

### 3丁目
- 元々は志染町広野の一部であった。地内の中では最も遅くに開発された。北側は緑が丘北緑地であり、緑が丘公民館が立地している。新興住宅地である。[1][3]

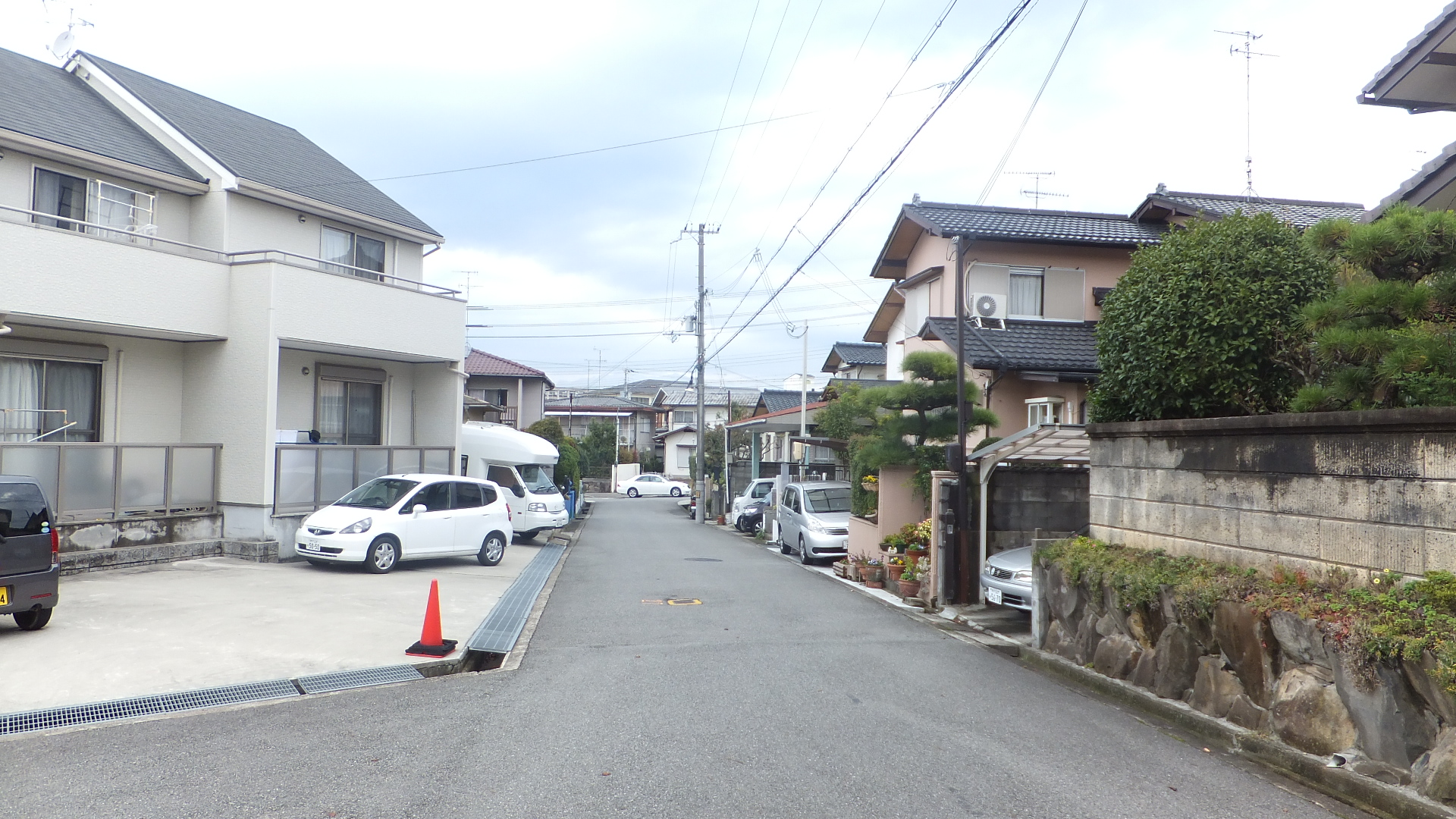
緑が丘町中3丁目

## 歴史
- 1971年（昭和46年）4月1日 - 「三木市の町及び字の名称並びに区域変更」が可決されたことにより、緑が丘町が誕生し、それに伴い東1丁目から3丁目まで住居表示される。[2][4] [5] [6]

### 字域の変遷
| 丁目            | 実施日        | 実施前     |
| --------------- | ------------- | ---------- |
| 緑が丘町中1丁目 | 1971年10月1日 | 志染町広野 |
| 緑が丘町中2丁目 | 1971年10月1日 | 志染町広野 |
| 緑が丘町中3丁目 | 不明          | 志染町広野 |

## 施設

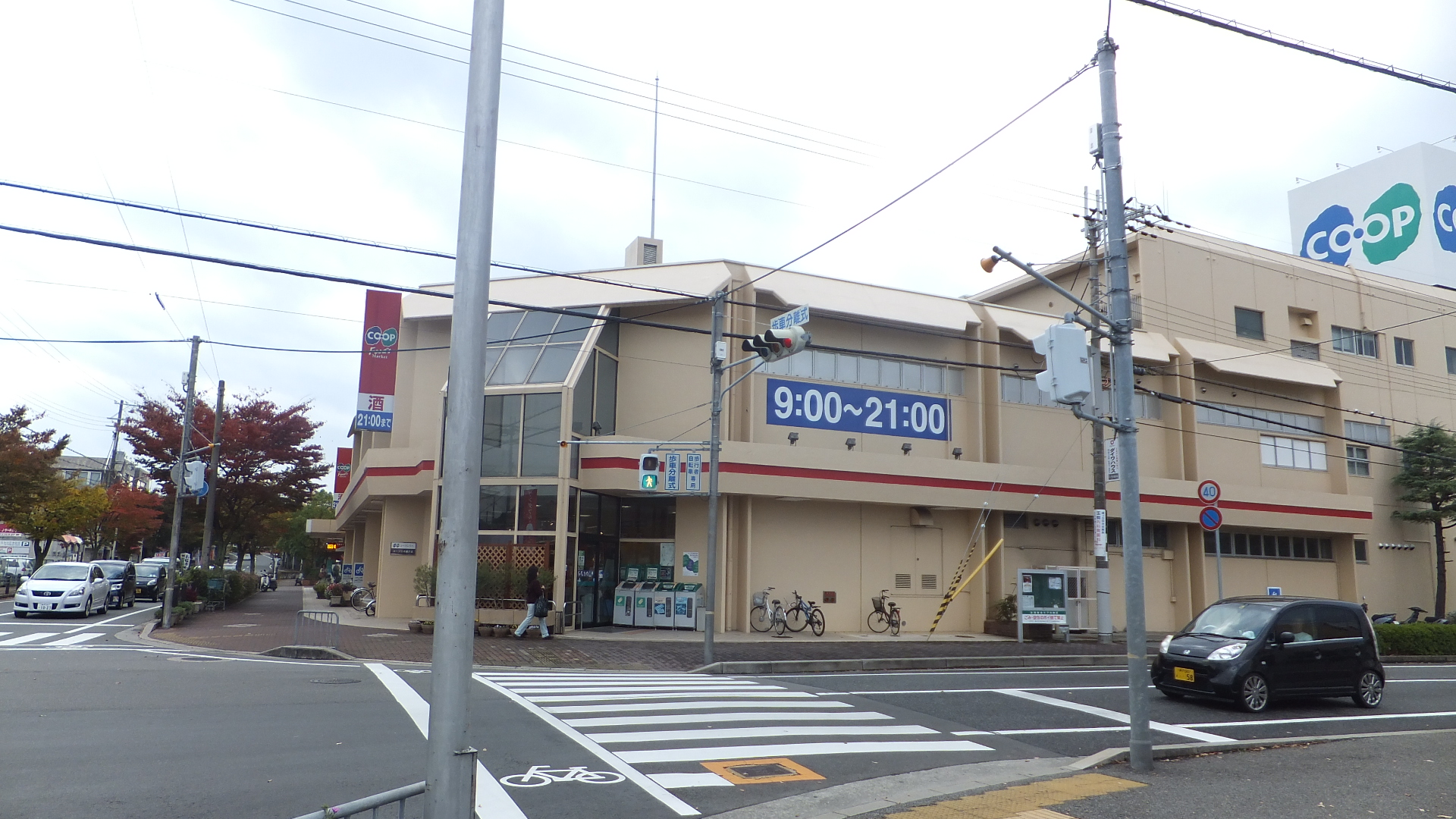
コープこうべ三木緑が丘店
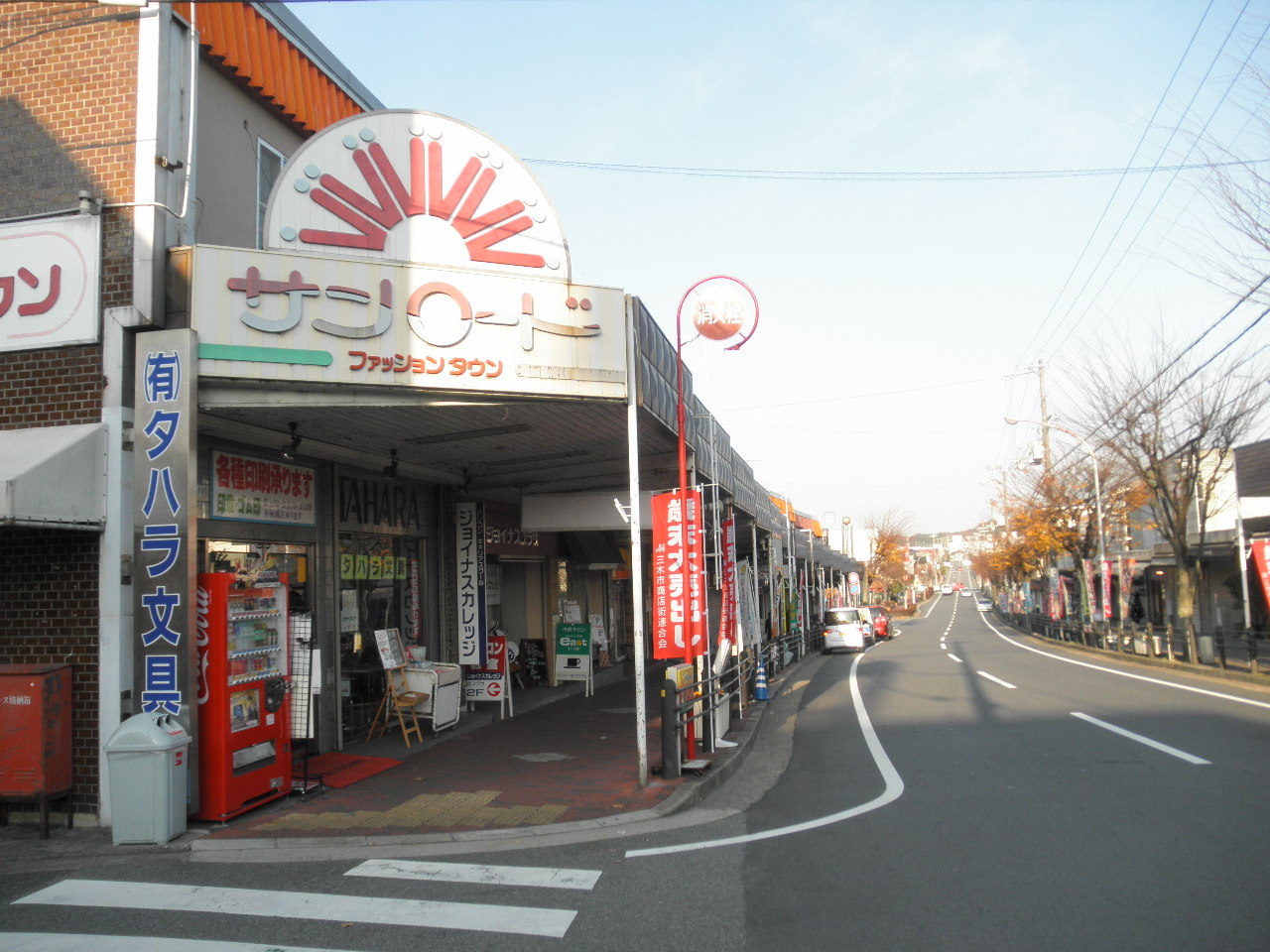
サンロード
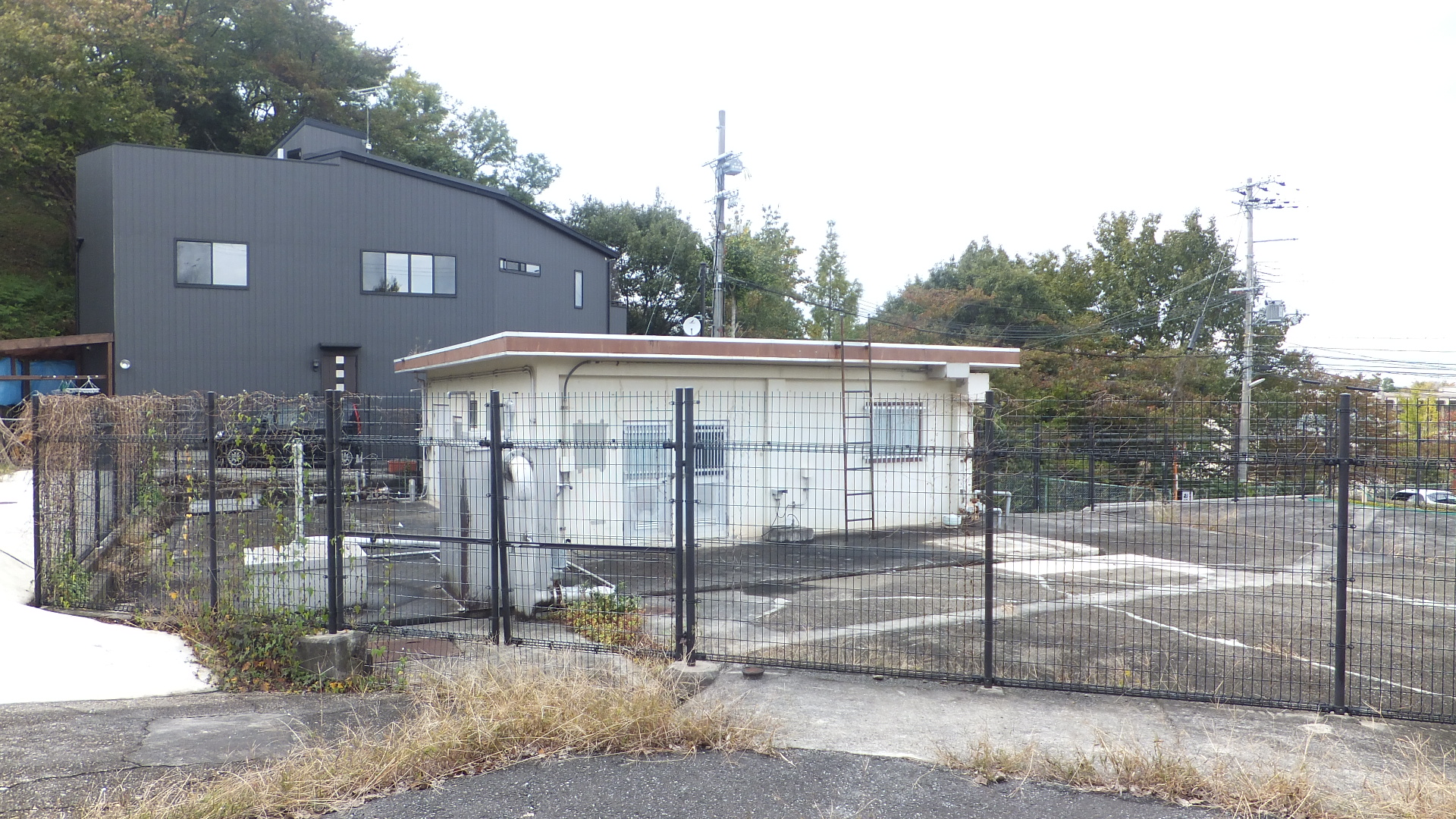
三木緑が丘郵便局
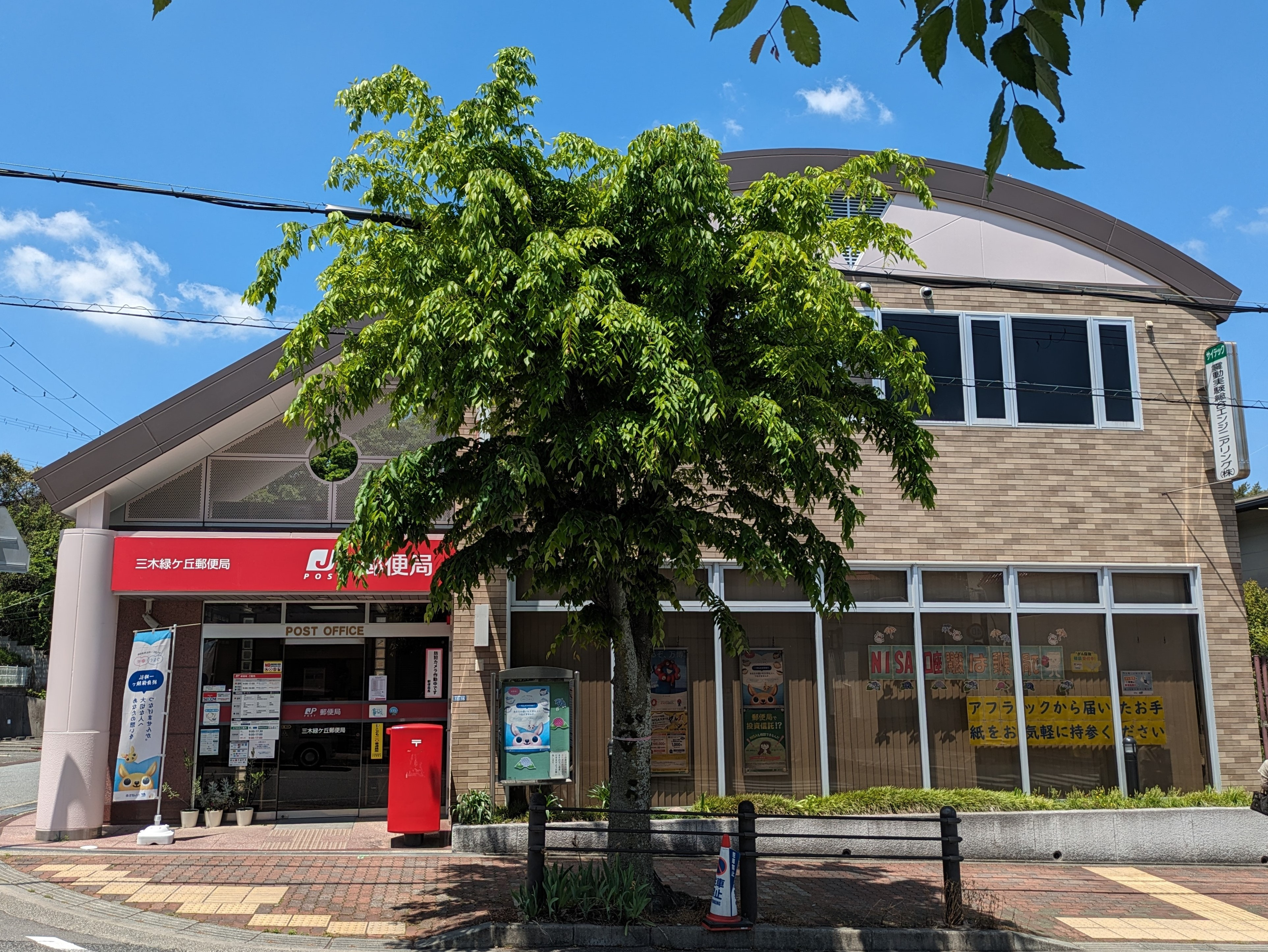
三木緑が丘郵便局

- 緑が丘浄水場[1]
- 大和名店街[1]
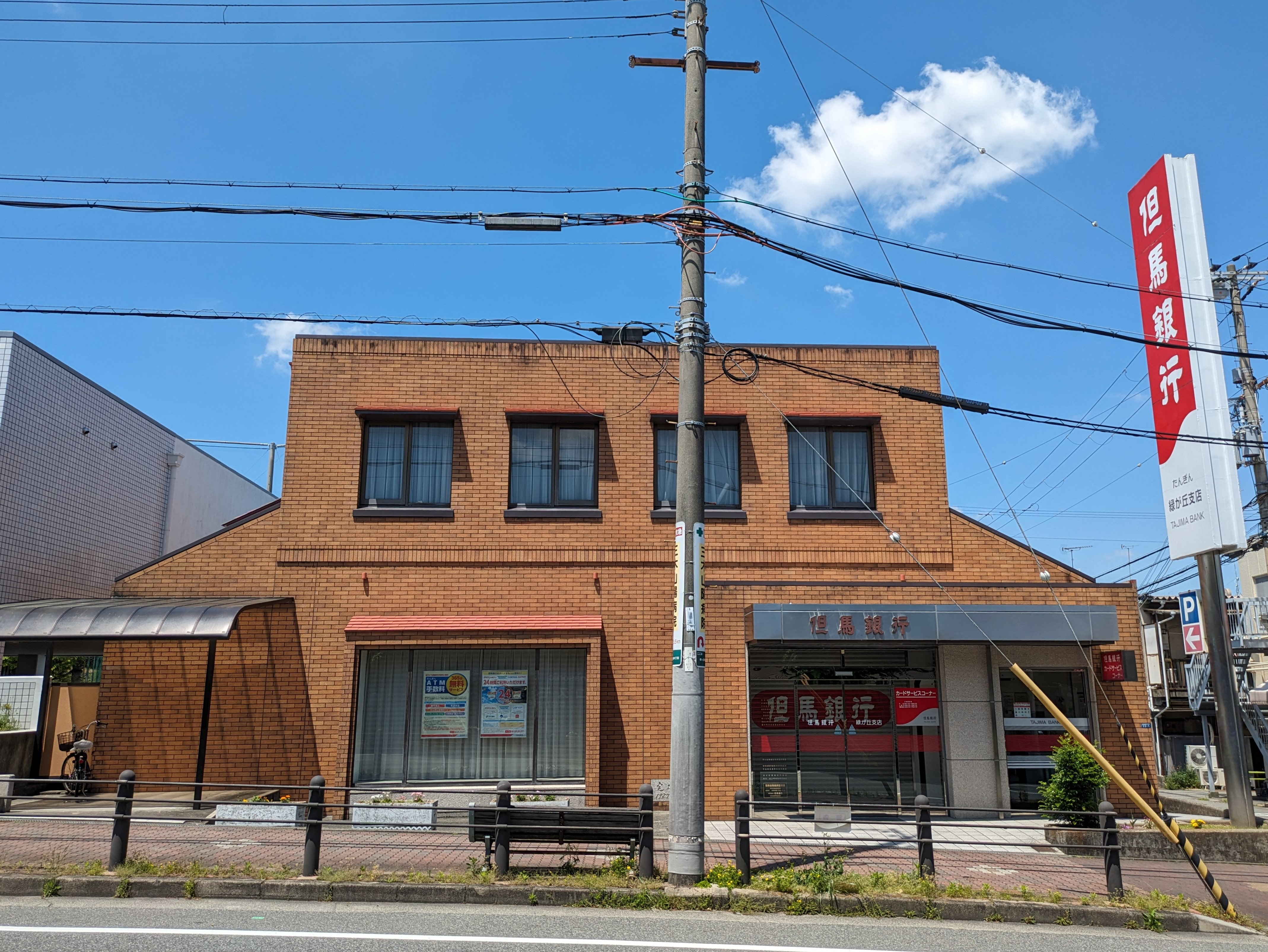
但馬銀行緑が丘支店
- 日本生命保険緑が丘営業部
- エディオンアクティカナイ
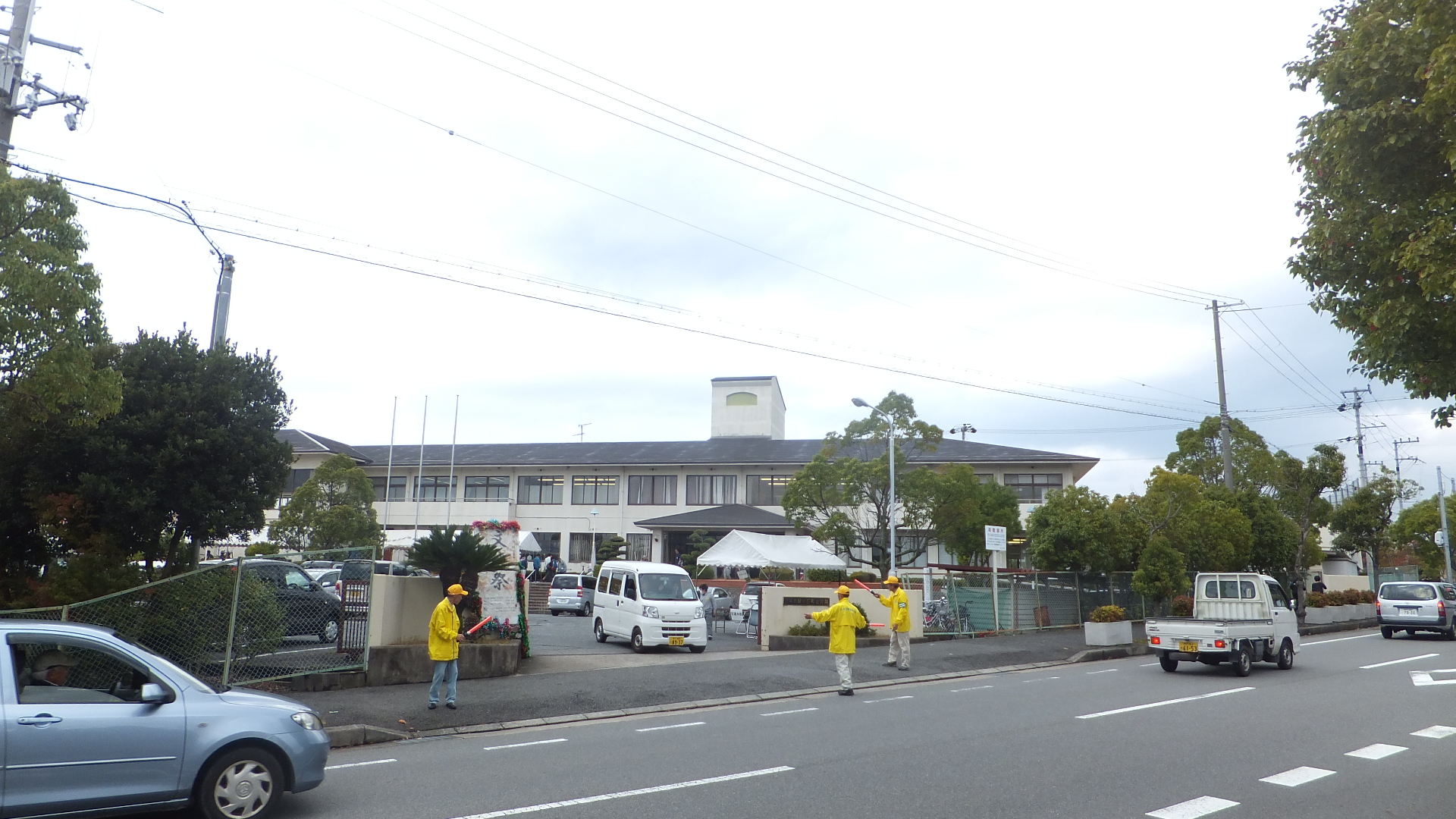
緑が丘町自治会館本館
- 緑が丘町公民館

- コープこうべ三木緑が丘店
- サンロード
- 緑が丘浄水場
- 三木緑が丘郵便局
- 但馬銀行緑が丘支店
- 緑が丘町公民館

### 公園
| 丁目 | 名称                           | 画像 | 面積（ha） | 計画決定      | 事業認可 |
| ---- | ------------------------------ | ---- | ---------- | ------------- | -------- |
| 1    | 緑が丘南公園                   |      | 2.20       | 1981年8月25日 | なし     |
| 2    | 緑が丘第3公園                  |      | 0.24       | 1975年9月18日 | なし     |
| 3    | 緑が丘第7公園 （いちょう公園） |      | 0.20       | 1978年7月25日 | なし     |

### 緑地
| 丁目 | 名称         | 画像 | 面積（ha） | 計画決定      | 事業認可 |
| ---- | ------------ | ---- | ---------- | ------------- | -------- |
| 3    | 緑が丘北緑地 |      | 1.10       | 1995年10月3日 | なし     |

### 広場
| 丁目 | 名称         | 画像 | 面積（ha） | 計画決定 | 事業認可 |
| ---- | ------------ | ---- | ---------- | -------- | -------- |
| 1    | さんさん広場 |      | 不明       | 不明     | 不明     |

## 祭事・催事

三木さんさんまつり

- 三木さんさんまつり
- 緑が丘ふるさと祭り

## 小・中学校の学区
| 大字       | 番地         | 小学校                 | 中学校               |
| ---------- | ------------ | ---------------------- | -------------------- |
| 緑が丘町中 | 1丁目・2丁目 | 三木市立緑が丘小学校   | 三木市立緑が丘中学校 |
| 緑が丘町中 | 3丁目        | 三木市立緑が丘東小学校 | 三木市立緑が丘中学校 |

## 交通

### 鉄道
神戸電鉄粟生線が通過している。

### バス
- 神姫バス
  - 恵比須快速線
- みっきぃバス

### 書籍
- 角川書店 編『角川日本地名大辞典 兵庫県』（初版第1刷）、1988年9月。ISBN 978-4040012803。
- 平凡社 編『兵庫県の地名 Ⅱ』（初版第1刷）下中直人、1999年10月20日。ISBN 4-582-49061-1。
- 『「広報みき」縮刷版②』（初版第1刷）三木市総務課、1978年3月30日。

### パンフレット
- 『三木市防災情報マップ 緑が丘・青山地区』（初版第1刷）三木市、2013年。